# Launer London
Launer London ist ein britischer Hersteller von Luxushandtaschen und anderen Kleinlederwaren, der 1940 von Sam Launer gegründet wurde. Launer war zu Beginn des Zweiten Weltkriegs aus der Tschechoslowakei nach London emigriert. Das Unternehmen verkaufte 1950 die erste Handtasche an ein Mitglied der britischen Königsfamilie und wurde später Hoflieferant von Königin Elisabeth II.

## Geschichte

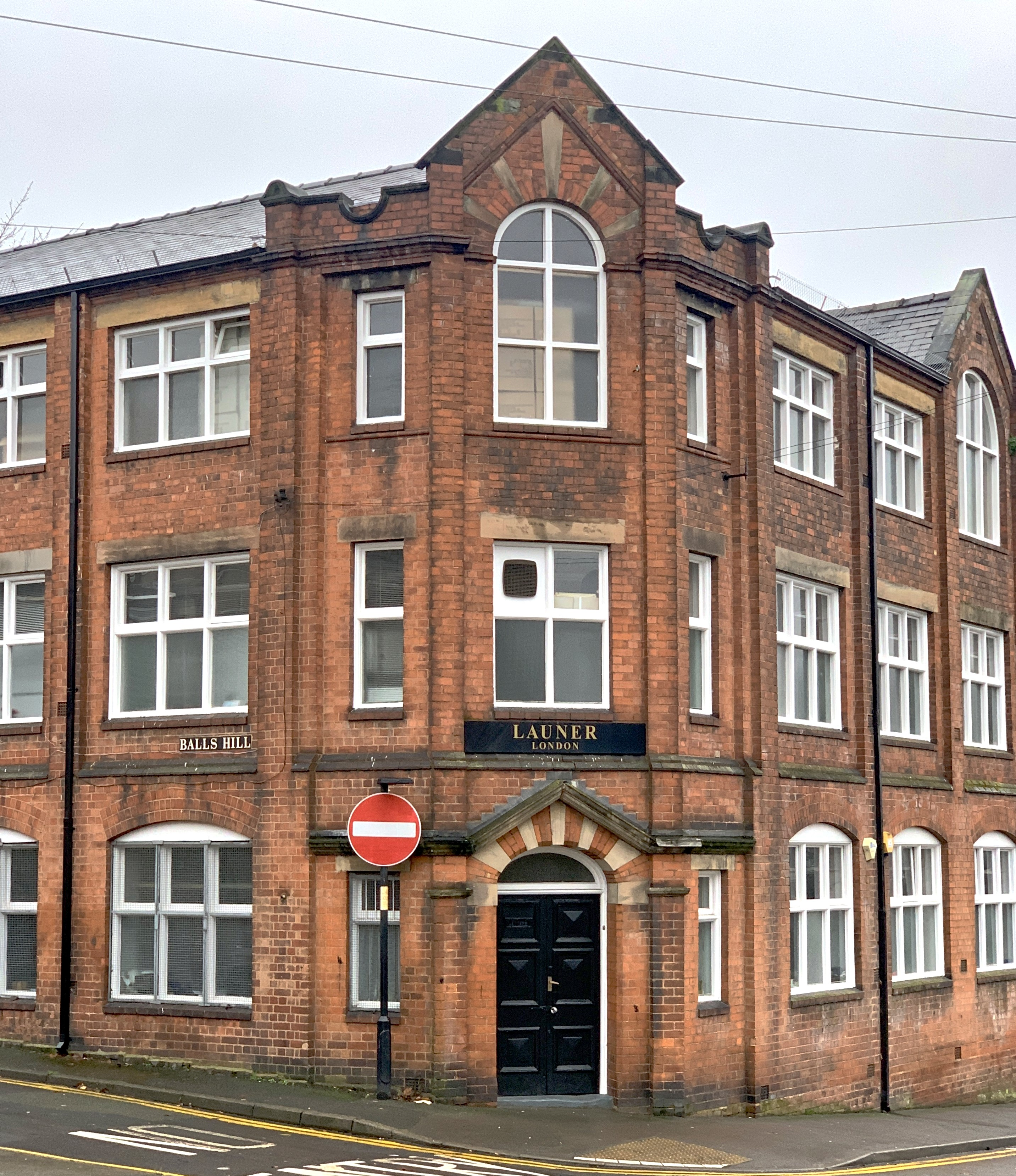
Launer London, Holtshill Lane, Walsall

Sam Launer begann in einer kleinen gemieteten Werkstatt im Londoner Stadtteil Soho mit der Herstellung von Handtaschen. Er stammte aus der Tschechoslowakei, die er nach der Besetzung durch Deutschland zu Beginn des Zweiten Weltkriegs verlassen hatte. 1955 starb Launer, und die Firma blieb ein Familienunternehmen, bis Gerald Bodmer es 1981 erwarb.
2011 begann Launer mit der Produktion von Taschen in anderen Farben als dem traditionellen Schwarz, Braun und Marine. Daraufhin stieg der Umsatz von 1,8 Mio. € (1,5 Mio. £) im Jahr 2011 auf 4,8 Mio. € (4 Mio. £) im Jahr 2019.

## Königlicher Hoflieferant

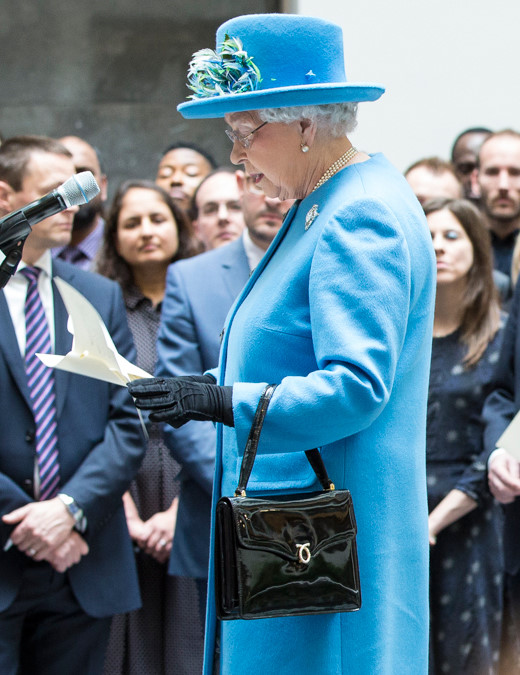
Königin Elisabeth II. mit einer Launer-Traviata-Tasche, 2015

Königinmutter Elizabeth kaufte in den 1950er Jahren erstmals eine Launer-Tasche und schenkte sie später ihrer Tochter, Königin Elizabeth II.
1968 wurde Launer London Hoflieferant der Queen und beliefert sie mit Taschen. Die Königin hat laut CEO und Eigentümer Gerald Bodmer mehr als 200 ihrer Taschen gekauft, und ihre drei Favoriten scheinen eine schwarze Royale aus Leder, eine schwarze Traviata aus Lackleder und eine dritte, speziell angefertigte Tasche zu sein. Laut Bodmer hat sie auch alle Launer-Taschen ihrer Mutter behalten. Die Traviata ist das meistverkaufte Design von Launer, was zum Teil auf den Einfluss der Königin zurückzuführen ist. Die Traviata wird in Walsall, in den West Midlands, handgefertigt und (2019) für etwa 2100 € (1800 £) verkauft.